# Ville-Saint-Jacques
Ville-Saint-Jacques és un municipi francès, situat al departament de Sena i Marne i a la regió d'Illa de França.
Forma part del cantó de Montereau-Fault-Yonne, del districte de Fontainebleau i de la Comunitat de comunes Moret Seine et Loing.